# Höhenrain (Markt Schwaben)
Höhenrain (Hechenrain) ist ein Ortsteil der Gemeinde Markt Schwaben im Landkreis Ebersberg in Bayern, Regierungsbezirk Oberbayern. Die ehemalige Einöde liegt am südöstlichen Hang der Wittelsbacher Höhe, an der Anzinger Straße und ist inzwischen Teil des Ortes Markt Schwaben. Die Straße, die nördlich von Höhenrain von der Hauptstraße abgeht, trägt noch den Namen Höhenraineweg.

## Geschichte
Der Name des Ortsteils bedeutet Siedlung oder Hof am Rain. Der Hof trug die frühere Schwabener Hausnummer 101. Er findet sich in Quellen aus dem Jahre 1417 als „Hochenrayn“. Ursprünglich soll der Hof den Grafen von Wasserburg, dann zum Hofmark Wildenholzen gehört haben.
1832 und 1860 brannte der Hof ab und wurde wieder aufgebaut. Er dient noch heute als landwirtschaftlicher Betrieb. Daneben befinden sich hier ein Steinmetz und das Busunternehmen Larcher Touristik.